# 2021年7月

## 7月1日
- 庆祝中国共产党成立100周年大会在北京天安门广场举行。[1]
- 斯洛維尼亞接替葡萄牙開始擔任為期半年的歐洲聯盟理事會主席國，也是該國第二度擔任輪值主席國[2]。
- 挪威田徑運動員卡斯滕·瓦霍爾姆在鑽石聯賽男子400公尺跨欄項目創下46秒70的世界紀錄[3]。
- 美國西北部和加拿大西部多處地方因為極端熱浪而引發山火，並且有超過300人因為熱病死亡[4]。
- 50歲男子梁健輝在香港銅鑼灣崇光百貨外的東角道，用刀斬傷一名28歲機動部隊警員的左肩背，並當場刺胸自殺[5]。

## 7月2日
- 夏威夷島際航空810號班機起飛後遭遇引擎失效，緊急迫降在瓦胡島附近的太平洋中，機上全部2名機組人員受傷。[6]
- 国家网信办网络安全审查办公室按照《网络安全审查办法》，对滴滴出行实施网络安全审查，审查期间，滴滴出行停止新用户注册[7]。

## 7月3日
- 日本靜岡縣熱海市發生大規模土石流，造成至少2人喪生，約20人失蹤。[8]

## 7月4日
- 中国国家互联网信息办公室依据《中华人民共和国网络安全法》相关规定，以滴滴出行严重违法违规收集使用个人信息为由，通知应用商店下架其App。[9]
- 由唐納·川普前高級顧問傑森·米勒創建的社交媒體平台GETTR正式上線。[10]
- 菲律賓空軍一架C-130運輸機在菲律賓的蘇祿省墜毀，造成至少45人喪生。[11]
- 神舟十二号乘组航天员刘伯明与汤洪波完成天宫号空间站的首次舱外活动，亦为中国载人航天的第二次舱外活动。[12]

## 7月5日
- 反LGBT团体在格鲁吉亚举行骄傲游行前夕，洗劫了首都第比利斯一家LGBT组织的办公室。由于LGBT人士遭到恐同人士大量袭击，当天的游行被迫取消[13]。
- 尼日利亚卡杜纳州奇昆（英语：Chikun）一所寄宿学院约150名学生、1名校长及1名家长被强盗绑架[14]。
- 泰国曼谷一家工厂发生爆炸，至少1人死亡，29人受伤，过千人需要撤离[15]。
- 网络安全审查办公室宣布对“运满满”“货车帮”“BOSS直聘”实施网络安全审查[16]。

## 7月6日
- 加拿大总理贾斯汀·特鲁多宣布因纽特人部族首领瑪麗·西蒙出任第30任加拿大总督，为首位出任总督的原住民[17]。
- 俄罗斯堪察加彼得罗巴甫洛夫斯克航空251号班机在堪察加半岛近海地区坠毁，机上28人全部遇难[18]。
- 荷蘭知名调查报导記者彼得·魯道夫·德·弗里斯在阿姆斯特丹街上遭到槍手襲擊，頭部中槍重傷，延至7月15日不治。[19][20]

## 7月7日
- 海地總統若弗内尔·莫伊兹在太子港私宅遭冒認美國緝毒局人員的武裝襲擊者殺害。[21][22]
- 美國國家冰球聯盟隊伍坦帕灣閃電在總決賽擊敗加拿大隊伍蒙特婁加拿大人，贏得史丹利盃[23]。

## 7月8日
- 在國際奧林匹克委員會等召開五方會談後，決定2020年夏季奧林匹克運動會在東京都及鄰近三縣比賽場館採取閉門賽[24]。
- 孟加拉國纳拉扬甘杰县一間食品飲料廠發生火災，造成至少52人喪生[25]。

## 7月9日
- 中華人民共和國國家互聯網信息辦公室據《中華人民共和國網絡安全法》，以違法違規收集使用個人資訊為由，禁止任何平台為25款滴滴出行開發的應用程式提供訪問和下載服務。[26]
- 中华人民共和国国家市场监督管理总局据《中华人民共和国反垄断法》，禁止腾讯子公司虎牙直播合并斗鱼直播。[27]

## 7月10日
- 2021年美洲杯决赛在巴西马拉卡纳体育场举行，阿根廷1-0击败东道主巴西，取得队伍史上第15个美洲杯冠军[28]。

## 7月11日
- 2021年7月保加利亚议会选举進行投票。[29]
- 2021年摩爾多瓦議會選舉進行投票。[30]
- 在2020年欧洲足球锦标赛决赛中，意大利通过PK大戰击败英格兰夺冠[31]。
- 太空公司維珍銀河創辦人等人搭乘團結號完成次軌道太空飛行[32]。
- 塞爾維亞選手和選手在2021年分別贏得男子單打和女子單打冠軍[33]。
- 古巴出現抗議活動，古巴共產黨第一書記迪亞斯-卡內爾指責抗議活動是美國煽動[34]。

## 7月12日
- 伊拉克納西里耶一間收治COVID-19患者的醫院發生火災，造成至少92人喪生。[35]

## 7月13日
- 南非警方说，在因前总统雅各布·祖马被监禁而引发的抗议风潮中，已有72人死于骚乱和抢劫。[36]
- 尼泊爾總統比迪娅·戴维·班达里遵從尼泊尔最高法院的要求，任命謝爾·巴哈杜爾·德烏帕为总理。[37]
- 中华人民共和国公安部召开新闻发布会，披露在当年发起的以侦破拐卖儿童积案为主要内容的“团圆行动”中，寻找到电影《失孤》被拐儿童的原型郭新振。《失孤》主人公的原型郭刚堂在聊城市的认亲仪式中与遗失近24年的郭新振相认。[38]

## 7月14日
- 巴基斯坦西北部开伯尔-普什图省的一輛中方企業出勤大巴遭到自殺式炸彈襲擊後墜入峽谷。事件造成13人死亡，其中包括九名中國公民，28人受伤。[39][40]

## 7月16日
- 侵襲德國西部的洪水災害已造成至少93人喪生。[41]
- 美国财政部执行《第13936號行政命令》，制裁香港中联办副主任陳冬、何靖、盧新寧、仇鴻、譚鐵牛、楊建平、尹宗華[42]。

## 7月17日
- 第74屆坎城影展舉辦頒獎典禮，法國女導演茱莉亞·迪古何諾以電影《鈦》獲得最高榮譽金棕櫚獎，成為史上第二位女性導演獲得此獎。[43]

## 7月18日
- 泰國民眾因應反政府示威一周年，不顧禁令在首都曼谷民主紀念碑前發起示威，抗議疫情疫情控制不力，引發警民衝突。[44]

## 7月19日
- 伊斯兰国在伊拉克巴格达萨德尔城的一個市場發動自殺式炸彈襲擊，造成至少35人喪生。[45]
- 佩德罗·卡斯蒂略在秘鲁总统选举中获胜。[46]

## 7月20日
- 河南省多地遭遇强降雨，引发严重水灾，造成至少三百余人死亡；其中郑州市单日降雨量突破历史极值（建站以来），单小时降雨量超过日历史极值。[47]
- 蓝色起源创始人杰夫·贝索斯与胞弟马克·贝索斯（英语：Mark Bezos）、水星13号宇航员沃利·芬克及荷兰学生奧利弗·戴門乘坐新雪帕德火箭游览外太空。[48]
- 密尔沃基雄鹿在2021年NBA总决赛第6场比赛中以105比98战胜菲尼克斯太阳，获得自1971年（英语：1971 NBA Finals）以来的首个NBA总冠军。扬尼斯·阿德托昆博获提名为总决赛MVP。[49]

## 7月21日
- 国际奥委会宣布澳大利亚布里斯班主办2032年夏季奥林匹克运动会。[50]
- 聯合國教科文組織世界遺產委員會通過將英國利物浦的利物浦海事商城從世界遺產名錄中移除[51]。
- 俄羅斯航太研製的國際太空站組成部分科學號實驗艙自哈薩克發射升空[52]。

## 7月22日
- 香港區域法院判處七名被指在元朗襲擊事件攻擊途人的白衣男子監禁三年半至七年不等。[53]
- 中国珠海市石景山隧道透水事故14名被困人员已全部找到并确认遇难。[54]

## 7月23日
- 日本東京國立競技場舉行2020年夏季奧林匹克運動會的開幕式，共計有206個代表團參賽[55]。
- 中國外交部首次依照《中華人民共和國反外國制裁法》制裁美國前商務部長羅斯等美方人員與實體，反制美國早期制裁7名香港中联办副主任。美國回應稱不怕繼續制裁中國[56][57]。

## 7月24日
- 來自埃塞俄比亞阿法爾州的武裝人員攻擊和洗劫以索馬里人居民為主的Gedamaytu鎮，據報有數百名平民被殺。[58]

## 7月25日
- 泉州：宋元中国的世界海洋商贸中心入选《世界遗产名录》，成为中国第56处世界遗产[59]。

## 7月27日
- 在2020年夏季奥林匹克运动会女子足球比赛小组赛中，中国女足以2:8惨败荷兰女足遭到淘汰[60]。
- 广州网易计算机系统有限公司（广州网易公司）、上海网之易吾世界网络科技有限公司（上海网之易公司）与深圳市迷你玩科技有限公司（迷你玩公司）于广东省高级人民法院第二次开庭，意图解决我的世界与迷你世界的版权争议[61]。

## 7月30日
- 香港高等法院就港区国安法首宗案件作出宣判，被告唐英杰因在2020年香港七一遊行的行为被以“煽动他人分裂国家罪”及“恐怖活动罪”两项罪名判处九年监禁。[62]

## 7月31日
- 中华人民共和国北京市朝阳区公安分局以涉嫌强奸罪为由，刑事拘留艺人吴亦凡[63]。
- 澳門立法會選舉委員會裁定現任民主派議員吳國昌和蘇嘉豪等人的2021年參選資格無效，後續至終審法院的上訴亦告失敗[64]。。